# Marcin Podolec

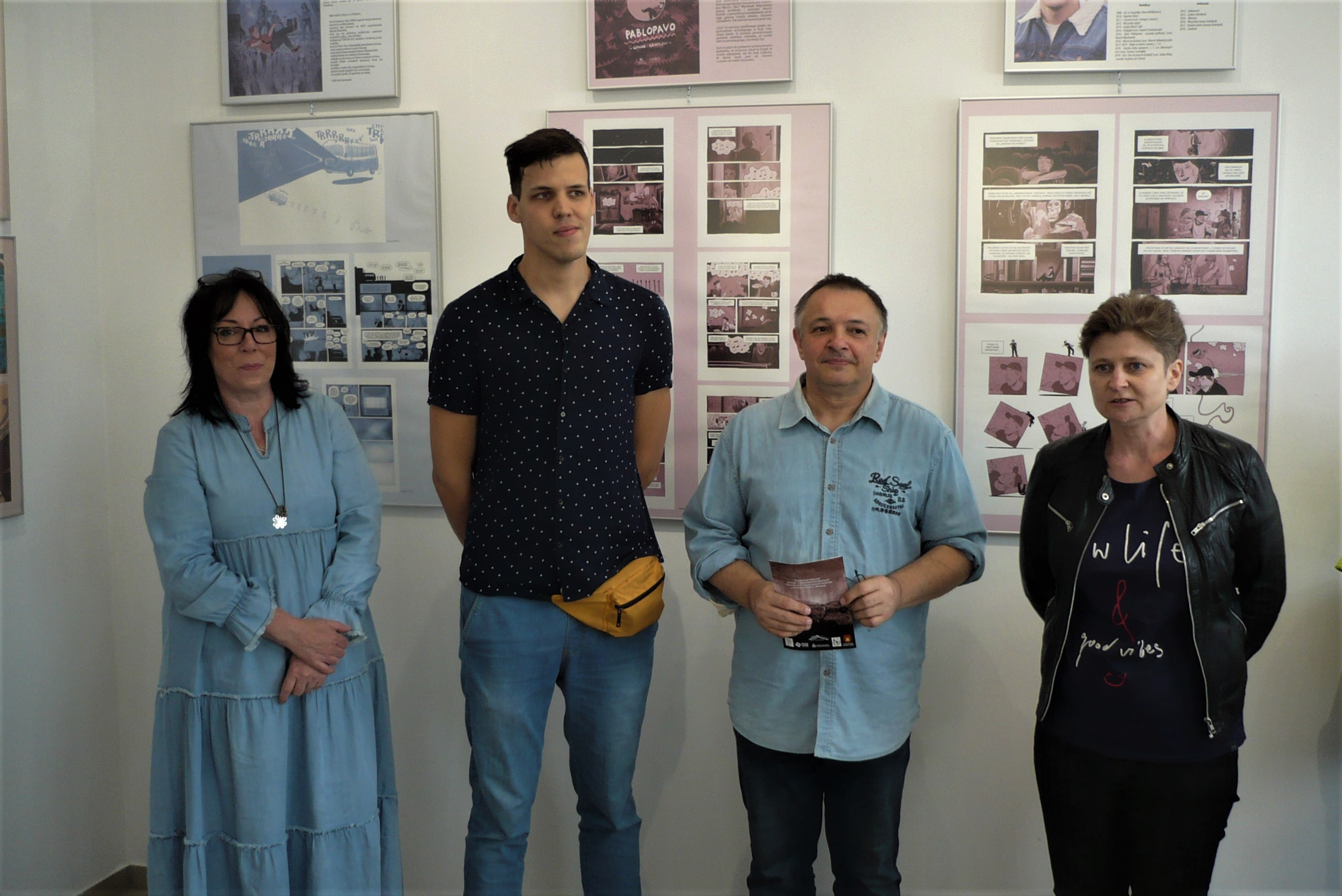
M. Podolec i Wojciech Birek, 2019, Festiwal Góry Literatury, Nowa Ruda

Marcin Podolec (ur. 25 czerwca 1991 w Jarosławiu) – polski grafik i rysownik.

## Życiorys
Jego komiksy są wydawane poza Polską m.in. we Francji, Hiszpanii czy Niemczech. W latach 2010–2015 studiował animację w PWSFTviT w Łodzi. Rysuje i pisze scenariusze komiksów. Za jego debiut albumowy uznaje się tytuł Kapitan Sheer, wydany przez Kulturę Gniewu i amerykański Top Shelf Productions. Publikacja została wyróżniona drugim miejscem w plebiscycie Komiks Roku 2010. Za najlepszy polski komiks roku 2011 Polskie Stowarzyszenie Komiksowe uznało z kolei Czasem z rysunkami Podolca i wg scenariusza Grzegorza Janusza. Za animację – etiudę filmową z 2015 roku zatytułowaną Dokument, poświęconą ojcu artysty, otrzymał I nagrodę festiwalu O!PLA w Konkursie Szkolnym. Dokument był nominowany podczas KFF 2015 w konkursie polskim do Złotego Lajkonika (przegrał z filmem Casa Blanca Aleksandry Maciuszek). Rysownik razem z dziennikarzem muzycznym Marcinem Flintem przygotowywał nowatorską publikację, tj. wywiad graficzny z artystą muzyki alternatywnej Pablopavo. W 2022 został nominowany do Nagrody Literackiej m.st. Warszawy w kategorii literatura dziecięca za książkę Bajka i jej gang, do której przygotował tekst i ilustracje.
Mieszka w Łodzi i wykłada w PWSFTviT w Łodzi.

## Komiksy[7]
- w przygotowaniu: Krew wre[8]
- 2014 – Podgląd (rysunek)
- 2013 – Fugazi Music Club (rysunek, scenariusz)
- 2012 – Wszystko zajęte (rysunek, scenariusz), Niczego sobie – komiksy o mieście Gliwice (rysunek), Kolektyw – 10 – (1/2012) (rysunek), Biceps – 4 (rysunek)
- 2011 – Czasem (rysunek)
- 2010 – Kapitan Sheer (rysunek, scenariusz), Biceps – 1 (rysunek)
- 2009 – Ziniol – 45 – 5 (2/2009) (rysunek), Miasto Komiksów – 1 (rysunek, scenariusz), Komiksy o tematyce ekonomicznej – 1 – Edycja I – 2009 (rysunek)
- 2008 – Ser-ce (rysunek, scenariusz) + Anna Miśkiewicz [wyd. Medycyna Praktyczna]

## Filmografia
- 2016: Olbrzym[9]
- 2015: Dokument
- 2014: A Łódź i tak zostanie
- 2018: Colaholic